# Manganese Bronze Holdings
Manganese Bronze Holdings was de Holding Company van LTI Limited. Het enige product van de laatste jaren van het bestaan was de London black taxicab door dochteronderneming LTI. 
Manganese Bronze Holdings werd in 1899 opgericht en was in de jaren zestig en -zeventig een samenwerkingsverband van Britse merken van motorfietsen. In 1973 nam het Carbodies over. Dat bedrijf was betrokken bij het ontwerp, de ontwikkeling en de productie van de Londense taxi's. Carbodies werd uiteindelijk LTI Limited en handelde onder de bedrijfsnamen "London Taxis International" en later "The London Taxi Company". Na de verkoop van de overige bedrijfsonderdelen in 2003 bleef alleen Carbodies over. 
In oktober 2012 vroeg MBH het faillissement aan, nadat het vanaf 2007 geen winst meer had gemaakt. De Chinese autofabrikant Geely, die al 20% van de aandelen in LTI bezat, was bereid de taxiproductie in Coventry over te nemen. Het nieuwe bedrijf kreeg de naam "The London Taxi Company" en werd in 2017 opgevolgd door "London Electric Vehicle Company".

## Geschiedenis
Manganese maakte aanvankelijk scheepsschroeven en later bronzen lagers. Begin jaren zestig werd Manganese Bronze Bearings Ltd. overgenomen door Dennis Poore. Poore ondernam ook pogingen om de Britse motorfietsindustrie te redden. In 1964 nam hij de inbouwmotorenfabrikant Villiers in Wolverhampton over. In 1966 volgde Associated Motor Cycles, dat bestond uit de merken AJS, Matchless, Norton, James en Francis-Barnett. Daardoor ontstond zijn bedrijf Norton-Villiers. In 1967 volgde Royal Enfield en in 1972 de BSA-groep, die bestond uit BSA, Triumph en Ariel. Nu heette het bedrijf Norton-Villiers-Triumph. BSA Guns werd in 1986 geliquideerd, maar de activa werden opgekocht en het bedrijf ging onder de naam BSA Guns (UK) verder met de productie van lucht- en hagelgeweren. De overige BSA-onderdelen werden toegevoegd aan de Manganese Bronze Components Division voor het sinteren van metaalkorrels en het precisiegieten van mallen. Dit bedrijfsonderdeel werd in 2003 verkocht en ging korte tijd later failliet. In 1984 nam MBH de Londense taxidealer Mann & Overton over. In 1992 veranderde de naam "Carbodies Limited" in "London Taxis International" (LTI). In januari 2003 lanceerde Manganese het bedrijf "Zingo Taxi", waarbij klanten taxis konden oproepen via hun mobiele telefoon. Dit bedrijf werd echter al in 2004 voor 1 pond doorverkocht aan Computer Cab om grote verliezen te voorkomen nadat slechts 1.100 van de ca. 21.000 Londense taxichauffeurs zich hadden aangesloten. Tussen juli 2003 en november 2004 verkocht Manganese ook haar vastgoedportefeuille, inclusief de grond onder haar fabriek in Coventry.

### Samenwerking met Geely
In oktober 2006 vormden Manganese Bronze Holdings en de Chinese autofabrikant Geely een joint venture. In januari 2007 keurden de aandeelhouders de plannen goed en in juni 2008 werd de bouw van een eerste prototype van de LTI TX4-taxi bij LTI in Shanghai aangekondigd. Nadat Geely al 20% van de aandelen in bezit had, werd in maart 2010 aangekondigd dat de productie van taxis helemaal naar Shanghai zou gaan, met uitzondering van de TX4-taxis voor het Verenigd Koninkrijk, die in Coventry geassembleerd zouden worden. Nog in dezelfde maand werd bekend dat Geely haar aandelenpakket zou verhogen naar 51%, maar Geely trok dat plan in en hield het pakket net onder de 20%. In november 2010 werd de bedrijfsnaam weer veranderd, dit keer in "The London Taxi Company", om de hoofdtaak van het bedrijf te benadrukken. 

### Faillissement
Op 22 oktober 2012 vroeg Manganese Bronze Holdings het faillissement aan. PricewaterhouseCoopers werd de bewindvoerder. Op 31 oktober maakte PWC bekend dat 156 van de 274 werknemers onmiddellijk ontslagen zouden worden, verdeeld over de fabriek, het hoofdkantoor en de dealers.

### Redding van de taxiproductie
In januari 2013 werd bekend dat Geely met PWC onderhandelde over de aankoop van de resterende aandelen om het bedrijf te redden. In februari kocht Geely alle productierechten, vastgoed, onverkochte voorraad en de dealers. Het zette een nieuw bedrijfop, The London Taxi Corporation Ltd. (tegenwoordig: London Electric Vehicle Company) onder verantwoordelijkheid van haar Britse dochteronderneming Geely UK Ltd. Daardoor werd de productie in Coventry gehandhaafd.